# Petruhhin-Entscheidung
Die Petruhhin-Entscheidung in der Rechtssache C- 182/15 vom 6. September 2016 ist eine Entscheidung des Europäischen Gerichtshofs zur Frage der Zulässigkeit der Auslieferung eines Unionsbürgers an einen Drittstaat.
Der Entscheidung lag zu Grunde, dass der estnische Staatsangehörige Aleksei Petruhhin in Lettland festgenommen worden war, weil ein Auslieferungsersuchen Russlands vorlag. Zwischen Lettland und Russland besteht ein Auslieferungsvertrag, der grundsätzlich eine Pflicht zur Auslieferung unter näheren Voraussetzungen begründet, dem lettischen Staat aber die Auslieferung lettischer Staatsangehöriger verbietet.
Somit stellte sich die Frage, ob das in der Europäischen Union geltende Diskriminierungsverbot und die innerhalb der Mitgliedstaaten garantierte Freizügigkeit es den einzelnen Mitgliedstaaten verbieten könnten, eigene Staatsangehörige in stärkerer Weise vor der Auslieferung an Drittstaaten zu schützen als Unionsbürger.
Der Oberste Gerichtshof Lettlands legte diese Frage am 26. März 2016 dem Europäischen Gerichtshof zur Vorabentscheidung vor. Der Gerichtshof stellte in der Entscheidung zunächst fest, dass eine Regelung, die eigene Staatsangehörige, nicht aber Unionsbürger vor Auslieferung schützt, in die Freizügigkeitsgarantie der Europäischen Union eingreift, dies aber zulässig sein könne, wenn ein legitimer gesetzgeberischer Zweck damit verfolgt werde. Dieser könne auch darin gesehen werden, zu verhindern, dass jemand wegen einer begangenen Straftat nicht verfolgt werden könne. Eine Auslieferung eines Unionsbürgers an einen Drittstaat sei demnach grundsätzlich möglich, der zur Auslieferung ersuchte Staat müsse jedoch zunächst bei dem Heimatstaat des Unionsbürgers anfragen, ob dieser seinerseits die Auslieferung begehre und einem solchen Begehren gegebenenfalls Vorrang vor dem Auslieferungswunsch des Drittstaates gewähren.
Außerdem betonte der Europäische Gerichtshof, dass kein Unionsbürger in einen Staat ausgeliefert werden dürfte, in welchem ihm die Todesstrafe oder Folter drohten.